# Waran indyjski
Waran indyjski (Varanus indicus) – gatunek gada z rodziny waranowatych (Varanidae).
OpisDługa głowa i szyja, szczęki potężne z ostrymi zębami mogącymi rozgniatać skorupy krabów i ślimaków. Kończyny masywne, zakończone ostrymi pazurami. Ogon przeciętnie jest 1,5 raza dłuższy od reszty ciała, może być w cętki lub paski. Grzbiet czarny o zmiennym cętkowanym wzorze. Cętki w kolorach od białego do żółtego w różnych rozmiarach.
RozmiaryDługość do 140 cm.
BiotopTropikalne lasy i dżungle w pobliżu wody.
PokarmŻyjące na mangrowym wybrzeżu polują na kraby. Jedzą też małe ssaki, ślimaki, ptaki i ich jaja, inne jaszczurki, jaja i młode żółwie, krokodyle, robaki i rozmaite owady.
BehawiorDobrze pływają i nurkują oraz sprawnie wdrapują się na drzewa, szybko biegają.
WystępowanieWyspy Oceanu Spokojnego: Timor, Celebes, Nowa Gwinea, Wyspy Marshalla, Wyspy Salomona, Mariany. Sztucznie wprowadzony do północnej Australii oraz na niektóre wyspy Polinezji z powodu smacznego mięsa i jaj. Introdukowane też w celu walki ze szczurami.